# Železničářky Hradec Králové
SK Železničářky Hradec Králové (celým názvem: Sportovní klub Železničářky Hradec Králové) byl československý ženský basketbalový klub, který sídlil v Hradci Králové ve stejnojmenném kraji. Založen byl v roce 1946 po přechodu basketbalistek SK Hradce Králové pod nově vzniklý železniční klub. Stalo se tak z důvodu jízdného zadarmo na venkovní zápasy, což bylo těsně po válce pro hráčky velmi výhodné.
Nově ustavený oddíl převzal od SK Hradce dosavadní výsledky v nejvyšší soutěži žen. Ve své první sezóně získaly basketbalistky hradeckých železnic první titul mistryň Československa po obnovení republiky. Podobný výsledek se klubu podařilo zopakovat i v následujícím ročníku. Klub zaniká v průběhu 50. let 20. století, které jsou pro všechny sportovní oddíly v ČSR poznamenány častými reorganizačními změnami.
Své domácí zápasy odehrával v tělocvičně Sokola Hradce Králové.

## Získané trofeje
- Československá basketbalová liga žen ( 2× )
  - 1945/46, 1946/47

## Umístění v jednotlivých sezonách
Stručný přehled
Zdroj: 
- 1945–1950: Státní liga (1. ligová úroveň v Československu)

Jednotlivé ročníky
Zdroj: 
Legenda: ZČ – základní část, červené podbarvení – sestup, zelené podbarvení – postup, fialové podbarvení – reorganizace, změna skupiny či soutěže
| Československo (1945 – 1950) |             |           |          |                                     |          |
| Sezóny                       | Soutěž      | Úroveň    | ZČ       | Play-off, nadstavba, sk. o udržení… | Poznámky |
| 1945/46                      | Státní liga | 1. úroveň | 1. místo |                                     |          |
| 1946/47                      | Státní liga | 1. úroveň | 1. místo |                                     |          |
| 1947/48                      | Státní liga | 1. úroveň | 4. místo |                                     |          |
| 1948/49                      | Státní liga | 1. úroveň | 2. místo |                                     |          |
| 1949/50                      | Státní liga | 1. úroveň | 4. místo |                                     |          |